# Армагед-дом
«Арма́гед-дом» — фантастический роман Марины и Сергея Дяченко. В романе, повествующем о мире, где каждые 20—21 год происходит апокалипсис, создана модель общества, представляющая собой метафору существования человека на постсоветском пространстве в постсоветское безвременье. Дяченко в «Армагед-доме» отказываются от непременных составляющих развлекательного чтения: в романе не раскрывается ни одна загадка, отсутствует харизматический герой, сведена к минимуму любовная линия. Вместо этого — рассказ о том, как время катастроф ломает жизнь человека, иссушает его душу. Критик Евгений Харитонов называет «Армагед-дом» «мощным, психологически и стилистически густым реалистическим полотном с разветвлённой системой глубинной символики».
Впервые в журнальном варианте роман был опубликован в литературном журнале «Радуга» в 1999 году, в книжном — в издательстве «Олма-пресс» в 2000 году. Был награждён литературными премиями «Бронзовая улитка» (2001), Гран-при Московского форума фантастики 2001 года (приз «Сигма-Ф») и «Серебряная стрела» в 2013 году (номинация «Апокалипсис века»).

## Описание мира
Мир, описанный в романе, похож на наш; у героев типично славянские имена (Андрей, Лидка, Игорь). Названия улиц и площадей киевские, иногда слегка изменённые (вместо посёлка Красный Хутор — Красный Лес, Прорезной улицы — Прорывная, Контрактовой площади — Торговая площадь), иногда не изменённые (улица Липская, Соломенский парк, станция скоростного трамвая «Политехнический институт», станция метро «Лесная»). Однако вместо Днепра — море, где плавают дальфины.
Особенностью мира является повторяющийся приблизительно каждые 20 лет на протяжении уже более тысячи лет апокалипсис (в обиходе — мрыга).

### Апокалипсис
Описан в сочинении Лидки Сотовой, на тот момент четвероклассницы:

Конец света по-научному называется апока…(зачеркнуто)…сисом. Тогда случаются большие беды. Идут дожди из огня. Нечем дышать. Все люди погибли бы, если бы не Ворота.
Никто не знает, как они устроены. Ученые всего мира ломают над этим голову. Некоторые говорят, что Ворота установили инопланетяне, — но это анте… (зачеркнуто) антинаучная ерунда.
Ворота открываются там, где люди могут найти их. Они открываются в нескольких местах. Люди заходят в Ворота и перебывают там страшное время. Внутри Ворот проходят всего тридцать шесть часов. Потом они выходят из Ворот — и начинается новый цикл жизни.
Тот, кто не успеет вовремя добраться до Ворот, обязательно погибнет. Поэтому они должны заходить в Ворота очень быстро. Мужчины должны пропускать вперед женщин и тех, кто не умеет быстро бегать.
О том, где открылись Ворота, сообщает служба ГО. Надо внимательно слушать сообщения по радио и бежать не к ближайшим Воротам, а к тем, на которые укажет служба. Иначе возле Ворот может возникнуть давка…

В разговорном языке апокалипсис называется мрыгой. Его точная дата непредсказуема. В последние месяцы перед апокалипсисом наблюдается резкий рост подростковой преступности, наркомании, самоубийств; активизируются всевозможные секты; часто появляются пророки, якобы предсказывающие дату апокалипсиса и объявляющие новый апокалипсис последним. В целях борьбы с подростковой преступностью вводят комендантский час для всех или для несовершеннолетних.
Продолжается апокалипсис 36 часов. В это время происходят нашествие глеф — многометровых личинок, пожирающих всё живое; землетрясение; дождь метеоритов, неизвестных астрономам; в атмосфере возникают ядовитые газы.
В любой густонаселённой местности появляются Ворота пропорционально численности населения. Вошедшие в Ворота безопасно пережидают апокалипсис в полной темноте, находясь в трансоподобном состоянии. Большинству удаётся войти в ворота и спастись, но многие гибнут, убитые глефами, землетрясением, затоптанные в давке перед Воротами и по другим причинам. Не войдя в Ворота, выжить невозможно.
После апокалипсиса начинается детородный период, длящийся несколько (примерно 3—5) лет. По окончании его женщины теряют способность забеременеть. Дети, зачатые на первый, второй и третий-четвёртый год после апокалипсиса, называются соответственно старшей, средней и младшей группой. Женщины, пережившие второй апокалипсис, также могут забеременеть в этот период, хотя из-за возраста (им около 40 лет) это небезопасно.
Материальные ценности страдают гораздо меньше, чем люди, многие дома сохраняются. Около половины оружия, находящегося в убежищах, взрывается.
Для животных открываются Малые Ворота, непригодные для людей. Поголовье диких животных сокращается вдвое, а скота — в 3—4 раза. Животных из зоопарков часто выпускают на волю, чтобы дать им шанс выжить; если этого не сделать, они гибнут в апокалипсисе.

### Первые годы после апокалипсиса
Восстанавливается экономика. Начинается рождение детей, сопровождаемое массированной пропагандой деторождения. Школьные учителя на несколько лет переквалифицируются в преподавателей вузов, репетиторов или воспитателей детского сада, поскольку детей школьного возраста в это время нет. Многие женщины беременеют от случайных партнёров. Ведётся широкая пропаганда искусственного размножения и борьба с предрассудком, будто искусственно зачатые дети не переживают апокалипсис.

### Глефы
Являются личинками дальфинов — больших морских животных, питающихся рыбой. Высота — несколько метров.
Выходят на берег с началом апокалипсиса, пожирая всё живое, разрушая дома. Через несколько часов после начала апокалипсиса возвращаются в море, окукливаются и в таком состоянии пережидают апокалипсис. Через 1—2 месяца куколки превращаются во взрослых особей. Во время следующего апокалипсиса погибают.
Попытки уничтожать дальфинов приводят лишь к тому, что оставшиеся откладывают больше яиц и нашествие глеф становится ужаснее. Кладки яиц находятся на глубине около километра и недоступны современному оружию. Единственным способом борьбы с глефами является расстрел из крупнокалиберного оружия с вертолётов. Расстреливая глеф во время апокалипсиса, вертолётчики часто проявляют большое мужество; многие вертолётчики гибнут, не успев спастись.

### Условленное время
Время между появлением Ворот и объявлением о них населению составляет около часа. За этот период эвакуируются высшие чиновники и их ближайшие родственники, а также все, кто, как считается, необходим после апокалипсиса. Условленное время позволяет почти гарантированно выжить немногим за счёт роста числа жертв среди остальных. Считается, что без условленного времени после апокалипсиса наступит хаос и анархия.

### Гражданская Оборона (ГО)
Исключительно важная структура. Во время апокалипсиса информирует население о появившихся Воротах, путях доступа к ним, зонах нашествия глеф; пресекает беспорядки; координирует деятельность вертолётчиков, уничтожающих глеф. В последние месяцы перед апокалипсисом следит за соблюдением комендантского часа, борется с подростковой преступностью, сектантами, паникёрами.

### Наука и техника
Не развиваются или развиваются очень медленно. Все силы каждая страна тратит на подготовку к апокалипсисам, восстановление экономики после них и сохранение численности населения. Те средства, которые остаются на развитие науки, тратятся на исследования причин апокалипсисов, природы Ворот и т. д. Все эти исследования оказались бесплодными.
Атомная энергетика не развивается, поскольку апокалипсис вызвал бы массовое разрушение АЭС. Космические исследования не ведутся, потому что они потребовали бы больших капиталовложений.

### Войны
Не ведутся, потому что все силовые структуры ориентированы на борьбу с беспорядками и преступностью, принимающей ужасающие масштабы перед каждым апокалипсисом, а также на борьбу с глефами. Кроме того, у стран нет средств на ведение войн.

## Главные герои
- Лидия Зарудная (Сотова) — главная героиня книги.
- Ярослав Андреевич Зарудный — муж Лидии Зарудной.
- Андрей Игоревич Зарудный — отец Ярослава Зарудного, депутат, учёный.
- Игорь Рысюк — одноклассник Лидии Зарудной, кризисный историк, начальник избирательного штаба генерала Петра Стужи.
- Пётр Стужа — генерал, президент.
- Артём Максимов — юный возлюбленный Лидии.
- Виталий Великов — писатель-фантаст, друг Лидии.
- Андрей Сотов — сын Лидии.

## Сюжет и жанр
«Армагед-дом» сочетает в себе признаки антиутопии, альтернативной истории и бытового «семейного» романа. В то же время это первый роман-биография в творчестве Дяченко. Авторы в этом романе отказываются от динамичного сюжета — роман представляет собой историю жизни Лидки Сотовой (Зарудной) с детства до старости. Психологическое «досье» — дотошное, чуть ли не натуралистичное. Социальные роли героини всё время меняются, и каждая такая перемена оказывается для Лидки катастрофичной. На протяжении романа героиня успевает побыть в роли школьницы, «кризисного историка», человека из свиты президента, учительницы, няни, учёного. Переживает одиночество, предательства, любовь, три «мрыги». В финале романа героиня — уже усталая старуха, сидящая на берегу моря, давно потерявшая сына. Апокалипсисы закончились, и главная героиня задаётся мыслью: не самопожертвование ли её сына тому причиной, отказавшегося эвакуироваться и достичь Ворот раньше других, «по блату»? На этот вопрос она не находит ответа.
В «Армагед-доме» и нескольких последующих романах Дяченко не прибегают к жёсткой сюжетной конструкции, которая была характерна для их более ранних произведений: с завязкой, финалом, открытым или окончательным, и тем путём между ними, по которому проходят герои. Сюжет в романах есть, но напряжение присутствует в каждом отдельном эпизоде, а не длится на протяжении всего романа. Каждый эпизод чётко выстроен и замкнут. Время действия в «Армагед-доме» не укладывается в несколько месяцев или дней, а главное — отсутствует финальная точка, к которой стремится действие. Течение жизни в этом романе для Дяченко важнее, чем её окончание.
Во многих эпизодах «Армагед-дома» авторы намеренно и последовательно выворачивают наизнанку те образы и сюжетные повороты, которые ранее ассоциировались у читателей с творчеством Дяченко. Например, такая не раз уже ранее встречавшаяся в произведениях Дяченко ситуация, как любовь юной героини к зрелому мужчине, преломлена двояко: любовь Лидки к Андрею Зарудному и верность его памяти — а впоследствии её роман со старшеклассником, расцениваемый окружающими как совращение малолетнего.
Но финал «Армагед-дома» оказался возвращением к прежним сюжетным схемам, повторяя чудесные преображения «Ведьминого века» и «Пещеры»: подобно тому, как в «Ведьмином веке» ведьма-матка отказывается от ведьмовства, а в «Пещере» сааг щадит сарну, в «Армагед-доме» не случилось пятьдесят пятого апокалипсиса. У читателя почти нет сомнений, что апокалипсис не состоялся из-за «детского, в общем-то, поступка» юного сына Лидки, Андрея Сотова, отказавшегося от спасения в «условленное время». Нет сомнений, даже невзирая на то, что с логической точки зрения «рождённый яростью зов» Лидки не мог быть услышан: и до неё немало матерей теряло детей перед самыми Воротами — но апокалипсисы продолжались. Однако Дяченко вывели развязку романа из плоскости обычной логики, при этом чудо последней главы резко контрастирует с детерминизмом остального текста.

## Проблематика
По утверждению литературоведа Михаила Назаренко, роман заключает в себе безжалостно точную метафору обычного человеческого существования, российской (и украинской) истории на протяжении XX века. По сути, в реальной истории каждое поколение переживает апокалипсис: революции, Великая Отечественная война, «оттепель» и наступившая после неё брежневская эпоха, перестройка, распад СССР, и каждому поколению приходится заново строить мирную жизнь. Сегодняшний день без конца переживается заново, что оборачивается безысходностью и отсутствием перспективы: невозможно надолго планировать жизнь, если через считанные годы начнётся новая «мрыга». Апокалипсис — это состояние души, которое нужно преодолеть «усильем воскресенья».
В «Армагед-доме» Дяченко показывают картину мира замкнутого и неподвижного, преломляя её через судьбу меняющегося человека. Мир устроен слишком жёстко, чтобы попытки его изменить имели смысл. Эти попытки обречены на неудачу, кто бы их ни совершал: альтруист Андрей Зарудный, демагог Пётр Стужа или писатель Великов, который не по своей воле стал основателем секты. Любая рациональная причина апокалипсисов, если бы она была выявлена (будь то вмешательство Бога, дьявола, инопланетян либо же «гомеостатического мироздания»), сделала бы происходящее хоть в какой-то мере понятным, объяснимым и в результате повлияла бы на поведение героев, дав хоть какую-то надежду на победу. Но, поскольку о причинах «мрыг» неизвестно ничего, любые попытки изменить ситуацию бесплодны.
Как отмечает М. Назаренко, основной темой «Армагед-дома» является поведение человека в мире, лишённом ориентиров. В случаях, когда у жизни нет смысла и цели, человек создаёт смысл и цель по своему разумению. Понять персонажей романа (и в первую очередь главную героиню Лидку Сотову) — не значит «простить». Тем не менее понять человека необходимо. Назаренко сравнивает «Армагед-дом» с другим женским романом — «Унесёнными ветром», утверждая, что оба эти романа — о выживании любой ценой. Скарлетт готова была украсть и убить, лишь бы она сама и её близкие не голодали. Образ Скарлетт заключает в себе крайний эгоизм и предельный альтруизм, и, подобно ей, Лидка Сотова — слишком сложный характер, чтобы оценить её однозначно. В мире романа Дяченко убийство — обязательное условие выживания: во время «мрыги» выживают те, кто смял других на пути к Воротам. К этому условию Лидка добавляет предательство: она готова на что угодно, только бы сын попал в список спецконтингента и выжил во время апокалипсиса.
Екатерина Иванова пишет, что Дяченко уловили одну из ключевых особенностей постсоветского мира: быструю идеологических ориентиров, когда вчерашние герои в нынешних учебниках названы предателями, и наоборот. Отождествляя социальное и природное, авторы показали политический облик современности на высоком уровне абстракции, миновав сиюминутную злободневность.
Критик и журналист Сергей Бережной отмечал, что, продолжая искать причины апокалипсисов, Лидия Сотова с каждым новым апокалипсисом оказывается ближе к разгадке. Однако, пока Лидка пытается найти смысл происходящего вне себя самой, она терпит поражение. Победу она одерживает лишь тогда, когда начинает отыскивать смысл в себе самой. Читатель, пытаясь отыскать разгадку в логике мира, оказывается в ловушке, так как разгадка происходящего в «Армагед-доме» — не в логике, а в этике. Мир этого романа — порочный круг, из которого должна вырваться сама Лидка Сотова. И при этом, возможно, вывести самого читателя (для этого ему необходимо осознать, что Лидии Сотовой, в сущности, нет или же что Лидия Сотова — он сам). В связи с этим Бережной цитирует «Град обреченный» Стругацких: «— Ну, вот, Андрей, — произнес с некоторой торжественностью голос Наставника. — Первый круг вами пройден».

## Значение «Армагед-дома» для творчества Дяченко
«Армагед-дом», по мнению критика Дмитрия Ивахнова, «представляет собой литературную отповедь ранним юношеским иллюзиям и былым романтическим фантомам». В этом романе, в отличие от более ранних произведений Дяченко, уже нет места поэтизации чувств героев, вместо этого авторы показывают, «как бы это было бы на самом деле». Любовь теперь уже не самоценна, она постепенно растворяется в уксусе каждодневного бытия, а Надежда, присутствовавшая в более ранних произведениях супружеского тандема, сменяется приговором «чудес не бывает».

## Издания
- М.: Олма-пресс, 2000 (сер. «Иные миры»).
- М.: Эксмо, 2003 (сер. «Нить времен»).
- М.: Эксмо, 2005 (сер. «Триумвират»).
- М.: Эксмо, 2005 (сер. «Шедевры отечественной фантастики»), в сборнике «Утопия».
- М.: Эксмо, 2007 (сер. «Стрела Времени. Миры М. и С. Дяченко», «Стрела Времени»).
- М.: Эксмо, 2008 (сер. «Миры М. и С. Дяченко»).
- М.: Э, 2017 (сер. «Лучшая фантастика Марины и Сергея Дяченко»).
- М.: Эксмо, 2022 (сер. «Метафантастика Марины и Сергея Дяченко»).

Роман также печатался на польском (2004), украинском (2009) языках.

## Награды
Роман получил литературные премии «Бронзовая улитка» (2001), Гран-при Московского форума фантастики 2001 года (приз «Сигма-Ф») и «Серебряная стрела» в 2013 году (номинация «Апокалипсис века»).
Вошёл в список лучших фантастических книг по версии журнала «Афиша», опубликованный в 2008 году, в номинации «Выбор „Афиши“». Журнал похвалил роман за то, что его авторов «интересуют характеры людей, попавших внутрь сценария о конце света», и книга не представляет собой роман-катастрофу. «Ноу-хау Дяченко — романы, на самом деле представляющие собой изощрённые психологические эксперименты, из которых выясняется, каков человек на самом деле, каковы его возможности — как конструктивные, так и деструктивные — в экстремальных обстоятельствах. <…> Чрезвычайно увлекательные опыты». В то же время в номинации «Выбор экспертов» одной из 10 лучших фантастических книг постсоветской эпохи был назван другой роман Дяченко — «Vita Nostra» (в состав экспертного совета входили 13 человек, включая Алексея Иванова и Бориса Стругацкого; совет не учитывал произведения писателей, чьим основным жанром фантастика не является, таких как Виктор Пелевин и Владимир Сорокин).